# Пряшівська архієпархія

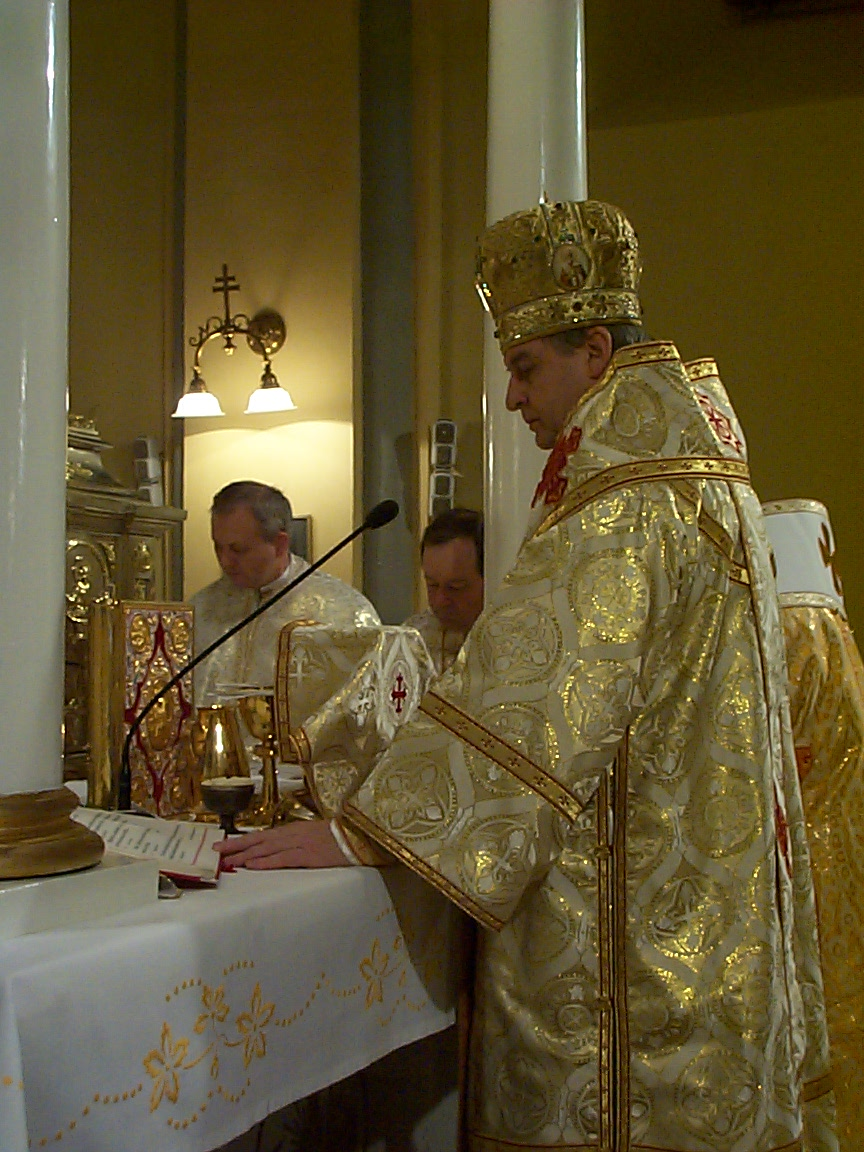
Архієпископ Ян Баб'як.

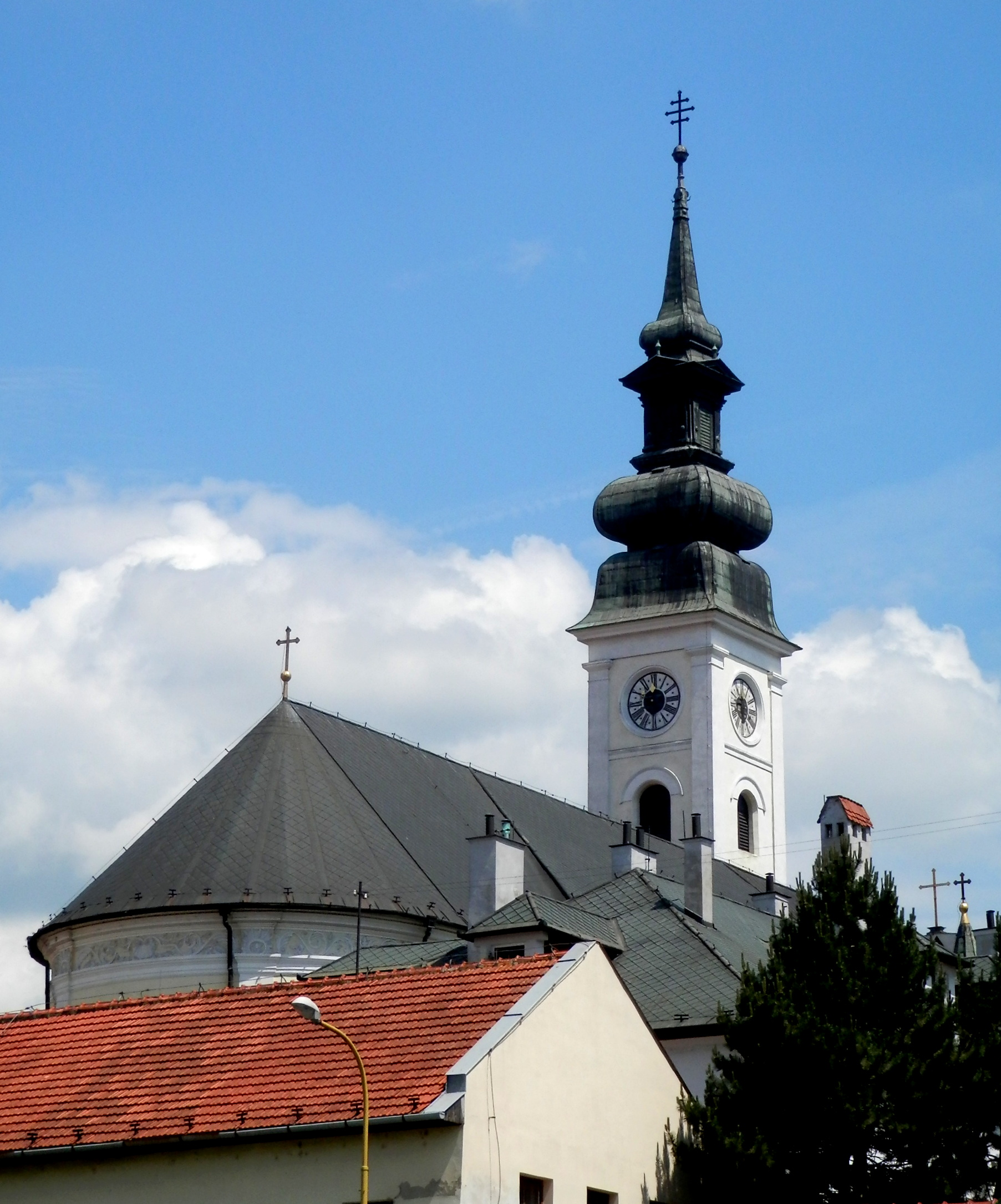
Кафедральний собор Івана Хрестителя у Пряшеві.

Пряшівська архієпархія — архієпархія на Західному Закарпатті, тепер у східній частині Словаччини з осідком у Пряшеві.

## Історія
Пряшівська єпархія була створена 1816 р. цісарем і угорським королем Францом І.
1818 — підтверджена папою Пієм VII виділенням із Мукачівської єпархії 194 парохій з близько 150 000 вірних.
1880 — відкрито єпархіальну семінарію, 1895 — дяківсько-учительську семінарію, 1936 — греко-католицьку гімназію у Пряшеві.
Єпископ Ґойдич спровадив чернечі чини і згромадження (Редемптористів, Василіян та сестер Служебниць; сестри Василіянки діяли в єпархії від 1922 року).
У 1920-х pp. унаслідок релігійної боротьби певне число греко-католиків перейшло на православ'я (у 1930 р. — 6 парохій, 7 000 вірних).
Через зміну державних кордонів 1939 року у межах тодішньої Словацької Республіки опинилося близько 80 парохій Мукачівської єпархії, що їх Ватикан сформував в окрему Апостольську адміністрацію та підпорядкував юрисдикції Пряшівського єпископа. Після 1945 p., по відновленні Чехо-Словаччини, греко-католики з Чехії і Моравії були підпорядковані Пряшівському єпископу.
1948 року під юрисдикцією пряшівського єпископа перебували: Пряшівська єпархія (143 700 вірних), Мукачівська адміністратура (80 600) та адміністратура Чехії і Моравії, очолена празьким парохом (68 400; Празька і Брненська парохії та 15-18 місійних станиць), разом — 292. 600
28 квітня 1950 на т. зв. Пряшівському синоді, під тиском комуністичної влади Греко-Католицька Церква в Чехо-Словаччині була примусово скасована, монастирі ліквідовані, обидва єпископи ув'язнені, духовенство здебільшого вивезене до концентраційних таборів, а вірних оголошено православними. Тоді Московський патріарх на території Чехо-Словаччини заснував 4 православні єпархії: Празьку архієпархію, Брненсько-Оломоуцьку, Михайлівецьку (з парохом кол. Мукачівської адміністратури) та Пряшівську (в історичних її кордонах); з 23 листопада 1951 вони творять так звану Автокефальну Православну Церкву ЧССР (ЧСПЦ), що її очолив росіянин Елевферій Воронцов, призначений Московським патріархом; а потім — митрополит Доротей Филип (1964—1999), уродженець Закарпаття.
Під час чехо-словацької лібералізації 13 червня 1968 уряд дозволив на відновлення Греко-Католицької Церкви у ЧССР. Тоді впродовж року з 246 православних парохій на Пряшівщині до неї повернулося 204 парохії та 69 священиків. Єпископ Гопко, якому єпископ Ґойдич (помер 1960 р. у в'язниці) передав керівництво Пряшівською єпархією, повернувся до Пряшева, але група словацьких греко-католицьких священиків, що згуртувалася у Дійовому Комітеті Греко-Католицької Церкви (Akčný výbor), з осідком у Кошицях (його очолив свящ. І.Мурин), усунула єпископ Гопка від адміністрування єпархією і виклопотала в Римі словацького «ординарія» в особі одного зі своїх членів — о. І.Гірки, який перебрав управління Пряшівською єпархією 2 квітня 1969. Згадана група далі повела сильну кампанію за словакізацію Греко-Католицької Церкви й обряду, висунувши гасло: «Усі греко-католики — словаки». Внаслідок цього багато греко-католиків і навіть деякі словацькі села повернулися до Православної Церкви, де зберігають церковно-слов'янську мову й східний обряд.
30 січня 2008 року папа Бенедикт XVI реформував структуру Словацької греко-католицької церкви. Пряшівська греко-католицька єпархія отримала статус архієпархії-митрополії, якій підпорядковані дві єпархії — з центрами в Кошицях та Братиславі.

## Єпископи
Пряшівськими єпархами були:
- єпископ Григорій Таркович (1818—1841),
- єпископ Йосиф Гаганець (1842—1875),
- єпископ Миколай Товт (1876—1882),
- єпископ Ян Валій (1882—1911),
- єпископ Стефан Новак (1913—1918),

…
- єпископ Павло Ґойдич (1940—1960), проголошений блаженним у 2001 році

…
- єпископ Ян Гірка (1990—2002).

Пряшівськими апостольськими адміністраторами були:
- єпископ Діонісій Няраді (1922—1926),
- єпископ Павло Ґойдич (1926—1940),
- єпископ Ян Гірка (1969—1989).

Пряшівськими вікарними архієреями були:
- єпископ Василій Гопко (1946—1976), проголошений блаженним у 2003 році
- єпископ Мілан Хаутур (1992—1997).

З 11 грудня 2002 року єпархію очолював єпископ Ян Баб'як (з 30 січня 2008 року — архієпископ; 25 квітня 2022 року Папа Франциск прийняв його зречення з пастирського уряду).
З 25 квітня 2022 року до 27 січня 2024 року адміністратор владика Петер Руснак.
- архієпископ Йона Максім (з 27 січня 2024).